# Tales of Creation
Albums de Candlemass
Ancient Dreams
(1988) Chapter VI
(1992)
Tales of Creation est le quatrième album studio du groupe de Doom metal suédois Candlemass. L'album est sorti le 25 septembre 1989 sous le label Music for Nations.
L'album a été ré-édité en 2001 sous le label Powerline Records. Un CD supplémentaire a été ajouté, il contient des versions alternatives de certains titres de l'album ainsi qu'une interview.
Une vidéo musicale a été tournée pour le titre Dark Reflections, elle est dans la liste des titres du CD bonus de la ré-édition de l'album.
C'est le dernier album de Candlemass enregistré avec le vocaliste Messiah Marcolin au sein de la formation jusqu'à l'album éponyme.

## Musiciens
- Messiah Marcolin - chant
- Mats Björkman - guitare
- Lars Johansson - guitare
- Leif Edling - basse
- Jan Lindh - batterie

## Liste des morceaux
1. The Prophecy – 1:28
2. Dark Reflections – 5:06
3. Voices in the Wind – 0:15
4. Under the Oak – 6:00
5. Tears – 4:13
6. Into the Unfathomed Tower – 3:05
7. The Edge of Heaven – 6:25
8. Somewhere in Nowhere – 3:48
9. Through the Infinitive Halls of Death – 5:07
10. Dawn – 0:26
11. A Tale of Creation – 6:54

### Liste des morceaux du CD bonus
1. Dark Reflections (Demo) - 3:21
2. Under the Oak (Demo) - 7:44
3. Into the Unfathomed Tower (Demo) - 3:10
4. Somewhere in Nowhere (Demo) - 4:37
5. A Tale of Creation (Demo) - 5:55
6. Interview - 9:29
7. Dark Reflections (video)